# 조윤선
조윤선(趙允旋, 1965년 7월 22일~)은 대한민국의 법조인, 정치인이다. 제3대 여성가족부 장관, 제49대 문화체육관광부 장관이다.

## 학력
- 상명초등학교 졸업
- 상명여자중학교 졸업
- 세화여자고등학교 졸업
- 서울대학교 외교학 학사
- 컬럼비아 로스쿨 법학 석사 LL.M.

## 생애
1965년 조용섭과 권혁순 사이에서 2남 1녀 중 장녀로 태어났다. 아버지는 농약회사의  회장이며, 어머니도 약국을 여러 개 경영하였다.
세화여자고등학교, 서울대학교 외교학 학사, 미국 컬럼비아 로스쿨(Columbia Law School) 법학 석사 LL.M. 학위를 거쳤다.
1990년 서울대학교 동문인 박성엽 변호사와 결혼하였고, 슬하에 2녀를 두었다.
1991년 26세의 나이로 제33회 사법시험에 합격했다. 사법연수원 23기 수료 후 1994년부터 2006년까지 김앤장 법률사무소에서 외국인 투자 및 지적재산권 분야 변호사로 근무했다. 2001년 미국 Amstein Rothstein & Ebenstein 법률 사무소와 Fish & Neav 법률 사무소에서 근무하였다. 2002년 미국 연방항소법원에서 근무하였다.
2002년 정치계에 입문하여 한나라당 대통령선거대책위원회 공동대변인이 되었다.
2007년 1월부터 2008년 3월까지 한국씨티은행 부행장 겸 법무본부장으로 근무하였다.
2008년 한나라당 비례대표로 제18대 국회의원이 되었다.
박근혜 정부에서 여성가족부 장관을 지내고, 여성으로서는 최초로 대통령비서실 정무수석비서관을 맡았으며, 제6대 문화체육관광부 장관을 역임하였다. 제18대 대통령 박근혜의 신임을 받아 '박근혜의 여자'로 알려져 있다.

## 정치 활동

### 정치 입문
2002년 대한민국 제16대 대통령 선거를 앞두고 한나라당 대통령선거대책위원회 공동대변인을 맡으면서 정계와 인연을 맺었으며, 보수 정당 사상 첫 여성 대변인이라는 기록을 남겼다. 
2008년 3월 17일에는 2002년 이후 6년만에 다시 한나라당 대변인에 임명되었다. 이후 대한민국 제18대 국회에서 한나라당 비례대표 13번째 순위로 당선되었다.

### 18대 국회의원 시절
2008년 국회의원에 당선된이후 대한민국 국회 정무위원회를 거쳐, 후반기 국회에서는 문화체육관광방송통신위원회에서 활동하였다. 2010년 2월 4일까지 대변인을 맡으면서 한나라당 최장수 대변인으로 기록되었다.
2008년 국정감사 우수의원 시상식에서 국정감사 우수국회의원상을 수상하였고, 국회의원 보좌진들을 상대로 실시한 설문조사에서 '함께 일하고 싶은 의원'으로 2년연속 1위를 차지하였다.
2010년에는 'We remember and share'라는 기치 아래 한국전쟁 참전국 용사들의 후손들에게 장학사업을 하는 한국전쟁기념재단을 발족하였다. 2010년 7월 27일 한국국제협력단의 대외 원조 홍보대사로 위촉되었다.

### 19대 총선, 18대 대통령 선거 대변인 시절
2012년에는 대한민국 제19대 국회의원 선거를 앞두고 서울특별시 종로구 지역구에 공천을 신청하였으나 공천에서 탈락하였다. 이후, 박근혜 비상대책위원장의 요청으로 새누리당 대한민국 제19대 국회의원 선거 중앙선거대책위원회에서 이상일 의원과 공동 대변인을 맡았다.
이후 새누리당 대통령후보 경선이 본격화 되기 시작한 7월부터 박근혜 경선 캠프 대변인,
새누리당 대한민국 제18대 대통령 선거 중앙선대위 대변인을 거치면서, 18대 대통령직 인수위원회에서는 박근혜 대통령 당선인 대변인으로 임명되어 활동하였다.

## 정무직공무원 시절

### 여성가족부 장관 시절
2013년 3월 11일 박근혜 정부의 초대 여성가족부 장관으로 취임하였다.
윤창중 청와대 대변인의 여성 직원 성추행 사건을 비롯, 일본 정치인들의 위안부 망언에도 무대응으로 일관하여 각종 주요 언론과 시민단체로부터 많은 비판을 받기도 했다.
여성가족부 장관으로서는 처음으로 세계은행 및 국제통화기금(IMF)과 여성정책을 협의하기 위해 미국 워싱턴을 방문하였고,      
2014년 1월 31일부터 2월 2일까지 프랑스 앙굴렘시에서 열린 앙굴렘 국제만화페스티벌에서 일본군 위안부 피해자 한국만화기획전 '지지 않는 꽃'을 열었다. 
2013년 국정과제 평가에서는 여성가족부가 전 부처 2위에 올랐으며, 매스컴에는 주로 부처 간 칸막이 없애기에 관련한 업적을 홍보했다.
남성 중심의 한국 관료사회와 부처들의 여성정책에 대한 협조 부족에 대해 "대한민국에는 중앙 부처 18개가 있다. 1개의 여성부와 17개의 남성부가 있다"라고 발언하며 유리천장 뚫기에 노력하였다.

### 청와대 정무수석 시절
2014년 6월 12일 청와대 참모진 개편에서 조윤선은 첫 여성 청와대 정무수석으로 내정되었고, 유리천장을 깨트렸다는 평가를 받았다.  
7월 3일 국빈 방한 한 중국 시진핑 국가주석의 부인 펑리위안여사의 의전을 맡기도 하였다.                                                        
정무수석 재직 기간인 2014년 여름부터 2015년 1월까지 지원 대상에서 배제해야 할 문화예술계 인사와 단체 명단을 담은 이른바 '문화예술계 블랙리스트' 작성의 배후로 지목되었다.
5월 18일 공무원 연금 개혁 실패에 대한 책임을 표명하며 정무수석직에서 사퇴했다.
2015년 12월 20일 국회 정론관에서 2016년 대한민국 제20대 국회의원 선거 공식 출마 선언을 하였고, 서울 서초구(갑)에 출마하였으나 새누리당 내 경선에서 이혜훈에게 석패하였고 2016년 3월 20일 새누리당이 용산구 공천을 제시하였으나 고사하여 제20대 의회 진출에 실패했다.
정무수석 재직 기간인 2014년 여름부터 2015년 1월까지 지원 대상에서 배제해야 할 문화예술계 인사와 단체 명단을 담은 이른바 '문화예술계 블랙리스트' 작성의 배후로 지목되었다. 2016년 12월, 모든 혐의를 부인하였다.

### 문화체육관광부 장관 시절
2016년 8월 16일 단행한 개각에서 문화체육관광부 장관으로 내정되었다. 8월 31일 국회 인사청문회가 열렸는데 야당 단독으로 실시 되었고, 9월 5일 제6대 문화체육관광부 장관으로 공식 취임하였다.

#### 구속기소
2017년 1월 9일 ‘박근혜-최순실 게이트’ 7차 청문회에서 ‘모르쇠'로 일관하던 문화계 블랙리스트의 존재에 대해 "예술인들. 예술인들의 지원을 배제하는 그런 명단은 있었던 것으로 판단되고 있다"고 답하며 블랙리스트를 시인했다.
2017년 1월 21일 대한민국의 현직 장관 최초로 구속 수감되었다.
2017년 1월 21일 박근혜 정부의 문화예술계 블랙리스트 작성 주도 및 증거인멸 우려 등의 혐의로 구속영장이 청구되어 서울구치소에 수감되었으며, 장관직을 사퇴하였다. 같은 해 2월 7일 블랙리스트 작성 주도와 청문회에서의 위증 혐의로 구속기소되었다. 2017년 7월 27일 서울중앙지법 형사합의30부(부장판사 황병헌)는 직권남용권리행사방해 등 혐의로 기소된 조윤선에게 국회 위증죄만 인정하고 블랙리스트 관련 혐의는 무죄로 판단해 징역 1년에 집행유예 2년을 선고했다.

## 범죄전력

### 문화체육관광부 국정감사에서 위증
조윤선은 2014년 6월 경부터 2015년 5월 경까지 대통령비서실 정무수석비서관으로 재직하였고, 2016년 9월 경부터 2017년 1월 경까지 문화체육관광부 장관으로 재직하였다.
2016년 9월 27일 조윤선은 서울특별시 영등포구에 위치한 국회의사당 교육문화체육관광위원회 회의실에서 개의된 문화체육관광부 등에 대한 2016년도 국정감사에 기관 증인으로 출석하여 선서하였고, 증인 선서의 효력이 지속되는 2016년 10월 13일에도 같은 장소에서 국정감사 종합감사에 출석하여 증언하였다.
조윤선은 “어제 그제는 또 블랙리스트라는 게 나왔어요. 그거 존재합니까?”라는 A○○ 위원의 질의에 대하여 “아니요. 존재하지 않는다고 보고 받았습니다.”라고 증언하였고, “이 리스트가 있느냐 없느냐, 이런 논란이 있습니다. 장관님, 이게 확실히 그러니까 어떤 상태입니까? 있습니까? 없습니까?”라는 B○○ 위원의 질의에 대하여 “저는 없다고 보고를 받았습니다.”라고 증언하였다.
그러나 조윤선은 2016년 9월 5일 문화체육관광부 장관으로 임명된 후 문화예술정책실장 C○○ 등으로부터 특정 문화예술인에 대한 지원배제 조치의 추진배경과 진행경과가 기재된 ‘문화예술계에 대한 균형있는 지원방안’을 보고받아 문화체육관광부에서 특정 문화예술인에 대한 지원배제 명단을 관리하며 운영하고 있다는 사실을 알고 있었고, 위 국정감사 전날인 2016년 10월 12일 ◆◆일보가 9,473명의 ‘문화계 블랙리스트’가 확인되었다는 보도를 하자 그날 예술정책관(국장) D○○로부터 E○○가 F○○의 지시를 받아 작성한 9,473명의 명단이 존재한 적이 있었다고 보고받아 알고 있었다.
이로써 조윤선은 자신의 기억에 반하는 허위의 진술을 하여 위증하였다.
2017년 7월 27일 서울중앙지방법원은 국회에서의증언·감정등에관한법률위반 죄로 조윤선에게 징역 1년, 징역형의 집행유예 2년을 선고하였다.

### 보수단체 부당 지원
2018년 2월 1일 서울중앙지방검찰청 특수3부(부장검사 양석조)는 조윤선을 직권남용권리행사방해, 강요 혐의로 불구속 기소하였다. 2014년 대통령비서실 정무수석비서관에 부임한 조윤선은 전국경제인연합회 부회장을 만나 감사 인사를 하는 등 전국경제인연합회에 특정 보수단체를 지정해 지원 요구를 하는 기존 진행 업무를 이어나갔다. 2014년 말 조윤선은 '31개 단체 40억 원 상당 보수단체 지원 리스트'를 작성한 정모 대통령비서실 소통비서관으로부터 이를 보고 받고 전국경제인연합회에 리스트를 전달했다.
조윤선은 전국경제인연합회에게 2015년 1월부터 2016년 1월까지 31개 보수단체에 35억여원을 지원하게 하였다.
2018년 10월 5일 서울중앙지방법원 형사28부(재판장 최병철 부장판사)는 조윤선의 직권남용권리행사방해를 무죄, 강요를 모두 유죄 판단하며 징역 1년, 집행유예 2년을 선고했다. 직권남용권리행사방해는 공무원의 일반적 권한에 속하는 사항을 남용하는 것이어야 하나, 재판부는 특정 시민단체에 대한 지원이 대통령비서실 정무수석비서관의 일반적 직무권한이 아니라고 보고 직권남용권리행사는 무죄로 판단했다. 그러나 대통령비서실의 조직과 지위를 이용해 자금 지원 요구를 하여 전국경제인연합회에게 부담을 주었고 요구에 의하지 않을 경우 불이익을 당할 거 같다는 두려움을 느끼게 하기에 충분했다며 강요를 유죄로 판단했다. 재판부는 "자금 지원 압박이 진행되던 과정에 정무수석에 임명됐고, 직접 피해자 측을 압박한 정황을 찾을 수 없어 정무수석의 막중한 지위를 고려하더라도 가담 정도가 중하다고까지 보기는 어렵다"며 조윤선의 형의 집행을 유예하였다.

## 범죄 논란

### 문화예술계 직권남용 및 강요·2016.11.30 국회 위증 논란
특별검사 박영수는 조윤선을 문화예술계 지원배제 범행으로 직권남용권리행사방해, 강요 죄로 2016년 11월 30일 국회에 출석하여 증언한 것을 위증으로 보아 국회에서의증언·감정등에관한법률위반 죄로 기소하였다.
2017년 7월 27일 서울중앙지방법원은 조윤선의 직권남용권리행사방해의 점, 각 강요의 점, 2016년 11월 30일 국회에서의증언·감정등에관한법률위반의 점에 대해 각 무죄를 선고하였다.

### 특수활동비 뇌물수수 논란
2018년 10월 5일 서울중앙지방법원 형사28부(재판장 최병철 부장판사)는 조윤선의 특정범죄가중처벌등에관한법률위반(뇌물) 혐의에 대해 무죄를 선고했다. 조윤선은 이병기 국가정보원장으로부터 특수활동비 4500만원을 뇌물로 수수한 혐의로 기소되었으나 재판부는 “친분 관계에서 비롯된 활동비로 보인다”며 유죄로 인정하지 않았다.

### 세월호특별조사위원회 활동 방해 논란
2018년 3월 29일 서울동부지방검찰청 형사6부는 조윤선을 직권남용권리행사방해 혐의로 불구속 기소하였다. 조윤선은 대통령비서실 정무수석비서관에 재직 당시 세월호특별조사위원회 활동 방해를 위해 설립 단계 때 해양수산부 공무원들에게 정부·여당에 불리한 결정을 사전에 차단하거나 대책을 마련할 수 있도록 총괄적 대응체계 구축을 지시하였고, 특별조사위원회 활동 단계 때는 파견 공무원들에게 특별조사위원회의 동향 파악 및 보고를 지시하였다.
2020년 12월 17일 서울고등법원 형사13부는 원심판결을 파기하고 항소심 재판에서 조윤선에게 무죄를 선고하였다.

## 경력
- 1991년 : 제33회 사법시험 합격
- 1992년 ~ 1994년 : 사법연수원 23기 수료
- 1994년 ~ 2006년 : 김&장 법률사무소 변호사
- 2001년 : 미국 Amstein Rothstein&Ebenstein Law Firm
- 2001년 : 미국 Fish & Neav Law Firm
- 2002년 : 미국 연방 항소법원
- 2002년 : 제16대 이회창 대통령 후보 중앙선거대책위원회 공동대변인
- 2007년 ~ 2008년 : 한국시티은행 부행장 겸 법무본부장
- 2008년 3월 ~ 2010년 2월 : 한나라당 여성 최장수 대변인
- 2008년 5월 ~ 2012년 5월 : 제18대 국회의원 (한나라당 비례대표)
- 2008년 ~ 2010년 : 제18대 국회 정무위원회 위원
- 2008년 : 한미 FTA 당정 TF 부위원장
- 2008년 ~ 2012년 : 한나라당 인권위원회 위원
- 2008년 ~ 2012년 : 한나라당 법률지원단
- 2009년 ~ 현재 : 서울지방 변호사협회 정책자문 특별위원회 위원
- 2010년 ~ 2012년 : 제18대 후반기 국회 문화체육관광방송통신위원회 위원
- 2010년 ~ : 재단법인 한국전쟁기념재단 부이사장
- 2011년 : 국제교류단 서울국제음악제 조직위원장
- 2012년 : 새누리당 총선개발본부 문화예술.관광 팀장
- 2012년 : 제19대 국회의원 총선거 새누리당 중앙선거대책위원회 공동대변인
- 2012년 7월 ~ 8월 : 새누리당 박근혜 대통령경선후보 국민행복캠프 공동대변인
- 2012년 : 새누리당 대변인
- 2012년 10월 ~ 12월 : 제18대 박근혜 대통령 후보 중앙선거대책위원회 공동대변인
- 2013년 1월 ~ 2월 : 제18대 박근혜 대통령 당선자 대변인
- 2013년 3월 ~ 2014년 6월 : 제3대 여성가족부 장관
- 2014년 6월 ~ 2015년 5월 : 대통령비서실 정무수석
- 2015년 9월 ~ 2016년 2월 : 성신여자대학교 법과대학 석좌교수
- 2016년 9월 ~ 2017년 1월 : 제6대 문화체육관광부 장관
- 2024년 11월 ~ : 서울시립교향악단 비상임이사

## 수상 기록
- 2008년 : NGO가 선정한 우수 국정감사의원
- 2009년 : 서울경제TV 석세스 어워드 정치부문대상
- 2010년 : 전국지역신문협회 의정대상
- 2011년 : 스포츠서울닷컴, 국회 보좌진 선정 함께 일하고 싶은 의원

## 역대 선거 결과
| 실시년도 | 선거   | 대수 | 직책     | 선거구   | 정당     | 득표수      | 득표율          | 순위          | 당락 | 비고 |
| -------- | ------ | ---- | -------- | -------- | -------- | ----------- | --------------- | ------------- | ---- | ---- |
| 2008년   | 총선   | 18대 | 국회의원 | 비례대표 | 한나라당 | 6,421,727표 | \| \| 37.48% \| | 비례대표 13번 |      | 초선 |
|          | 37.48% |      |          |          |          |             |                 |               |      |      |